# Maksim Šerstjuk
Maksim Šerstjuk (in russo Максим Шерстюк?; 8 settembre 1989) è un pentatleta russo.

## Palmarès
In carriera ha conseguito i seguenti risultati:
- Europei

Mosca 2008: oro nel pentathlon moderno staffetta a squadre.